# Thamnophilus melanothorax
A Thamnophilus melanothorax a madarak osztályának verébalakúak (Passeriformes) rendjébe és a hangyászmadárfélék (Thamnophilidae) családjába tartozó faj.

## Rendszerezése
A fajt Philip Lutley Sclater angol ügyvéd és zoológus írta le 1857-ben. Sorolták a Sakesphorus nembe Sakesphorus melanothorax néven is.

## Előfordulása
Dél-Amerika északi részén, Brazília, Francia Guyana, Guyana és Suriname területén honos. Természetes élőhelyei a szubtrópusi vagy trópusi síkvidéki esőerdők és nedves cserjések. Állandó, nem vonuló faj.

## Megjelenése
Testhossza 17 centiméter.
|  |

## Életmódja
Rovarokkal és más ízeltlábúakkal táplálkozik.

## Természetvédelmi helyzete
Az elterjedési területe nagyon nagy, egyedszáma ugyan csökken, de még nem éri el a kritikus szintet. A Természetvédelmi Világszövetség Vörös listáján nem fenyegetett fajként szerepel.